# Neche
Neche (Nacha, Naesha, Nascha, Nesta, Nouista), jedno od devet plemena caddoanske konfederacije Hasinai koji su u 17. i 18. stoljeću živjeli duž rijeke Neches u sadašnjim okruzima Cherokee i Houston u Teksasu. Godine 1716. u njihovboj blizini utemeljena je misija San Francisco de los Neches. Misija je našuštena 1719. i ponovno utemeljena 1721., da bi se 1730. konačno zatvorila.
Godine 1855. preseljeni su na rezervat Brazos, odakle su 1859. s ostalim caddoanskim plemenima stigli u Oklahomu gdje su izgubili svoj plemenskim identitet s ostalim Caddo plemenima